# Bad Grund (Harz)

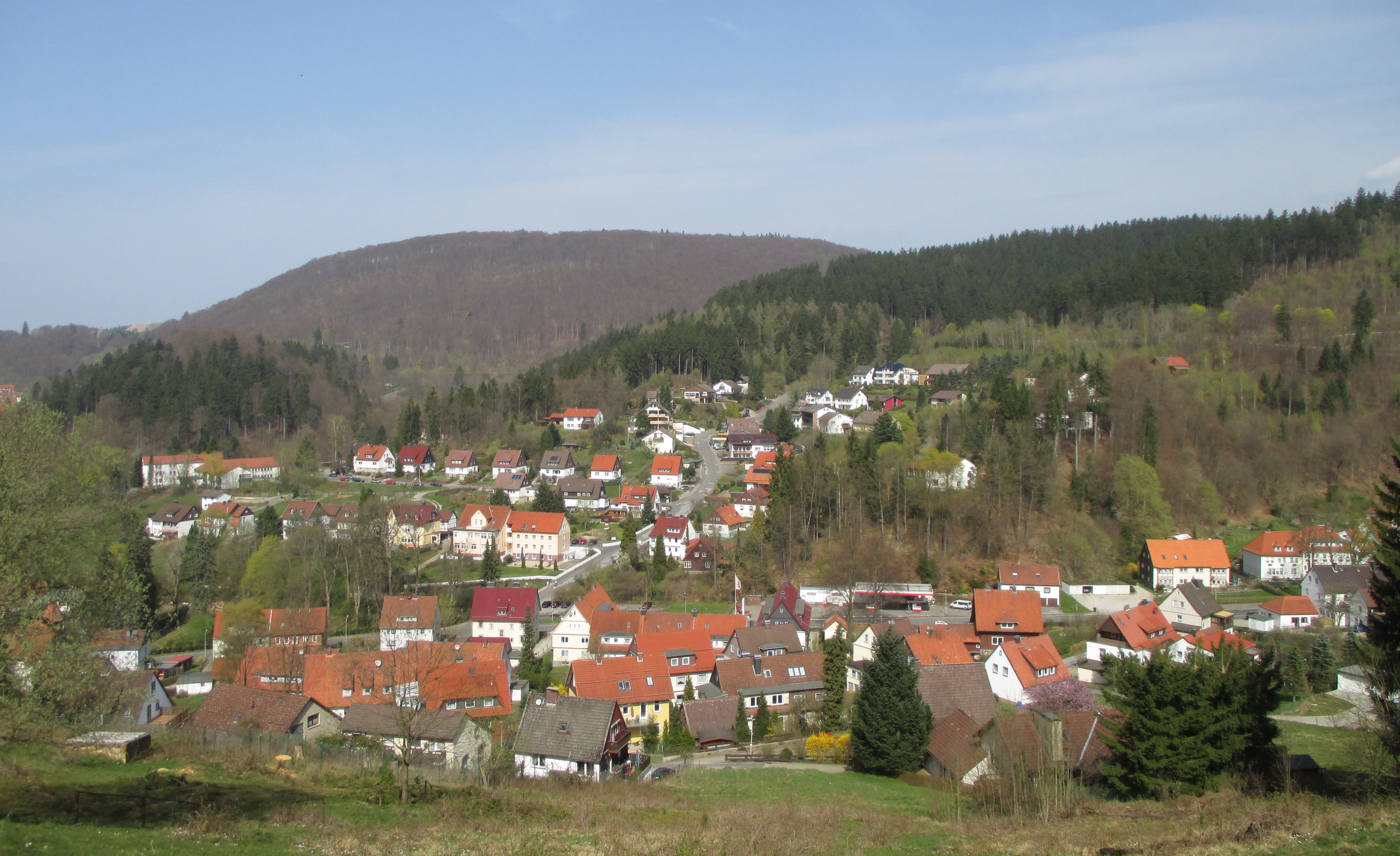
Blick auf die Bergstadt Bad Grund vom Aussichtspunkt Fritze’s Ruh

Bad Grund (Harz) ist eine Einheitsgemeinde im westlichen Harz im Landkreis Göttingen, Niedersachsen und ein Heilklimatischer Kurort mit Heilstollen-Kurbetrieb. Der Verwaltungssitz befindet sich im Ortsteil Windhausen.

## Geographie

### Geographische Lage
Bad Grund liegt in einem Tal am westlichen Rand des Harzes zwischen Seesen im Nordnordwesten, Clausthal-Zellerfeld im Osten und Osterode am Harz im Süden. Nördlich befindet sich an der Bundesstraße 242 der Hübichenstein und nordnordöstlich dieser Straße der Iberg. Durch Bad Grund führt der Harzer Försterstieg.

### Gemeindegliederung
Die Gemeinde Bad Grund (Harz) besteht aus sechs Ortschaften. Die folgende Tabelle enthält die sechs Ortsteile mit den dazugehörigen Siedlungen und ihre Einwohnerzahl am 31. Dezember 2021:
| Ortschaft                    | Einwohnerzahl |
| ---------------------------- | ------------- |
| Bergstadt Bad Grund (Harz) 1 | 2281          |
| Flecken Gittelde 2           | 1760          |
| Badenhausen 3                | 1724          |
| Eisdorf                      | 1243          |
| Windhausen                   | 905           |
| Willensen                    | 283           |
| Gemeinde Bad Grund (Harz)    | 8196          |

### Nachbargemeinden
Die Gemeinde Bad Grund (Harz) grenzt im Norden an die Stadt Seesen (Landkreis Goslar), im Süden an die Stadt Osterode am Harz (Landkreis Göttingen) und im Westen an die Gemeinde Kalefeld (Landkreis Northeim). Weitere Grenzen besitzt die Gemeinde mit den zwei gemeindefreien Gebieten Harz (Landkreis Goslar) im Nordwesten und Nordosten sowie Harz (Landkreis Göttingen) im Osten.

## Geschichte
→ Zur Ortsgeschichte des namensgebenden Ortsteils siehe: Bergstadt Bad Grund – Geschichte

### Ortsname
Frühere Ortsnamen von Grund waren in den Jahren 1317 Fundo, 1321 Grunt, 1322 Grunt, 1405 Grund, 1504 Grunde, 1505 Grunde, 1505 Grunde und 1519 Grunde. Zugrunde liegt dem Ortsnamen der Grund im Sinne von Niederung. Im Hoch- wie im Niederdeutschen ist dies gleichermaßen bezeugt, zum Beispiel althochdeutsch grunt, altsächsisch grund für „Grund“, „Boden“. In Nordwestsachsen bezeichnet das Wort einen „tiefen, allmählich auslaufenden Geländeeinschnitt“. Mittelniederdeutsch ist es als grunt, also „Tiefe“, „Tal“, „Talgrund“, „Talsohle“ bekannt. Norddeutsch bedeutet grund „eine Niederung zwischen Bergen“, „ein kleines Tal“.
Die katholische St.-Barbara-Kirche wurde 1961/62 an der Danziger Straße erbaut. Zur Pfarrgemeinde gehörten auch die Orte Lautenthal und Wildemann. Am 6. Februar 2010 erfolgte die Profanierung. Die 1926 erbaute neuapostolische Kirche im Hübichweg 12 wurde 2007 geschlossen. Das Kirchengebäude wurde verkauft und wird inzwischen als Wohngebäude genutzt. 

### Eingemeindungen
Zum 1. März 2013 schlossen sich die Mitgliedsgemeinden der Samtgemeinde Bad Grund (Harz) zur neuen Einheitsgemeinde Bad Grund (Harz) zusammen.
Seit dem Zusammenschluss der Landkreise Osterode am Harz und Göttingen am 1. November 2016 gehört Bad Grund (Harz) zum Landkreis Göttingen.

### Einwohnerentwicklung
| Jahr | Einwohner | Quelle |
| ---- | --------- | ------ |
| 2013 | 8749      | [ 7 ]  |
| 2014 | 8666      | [ 7 ]  |
| 2015 | 8638      | [ 7 ]  |
| 2016 | 8522      | [ 7 ]  |
| 2017 | 8425      | [ 7 ]  |
| 2018 | 8344      | [ 7 ]  |
| 2019 | 8238      | [ 3 ]  |
| 2020 | 8184      | [ 3 ]  |
| 2021 | 8094      | [ 3 ]  |

Angegeben ist jeweils die Einwohnerzahl lt. Landesamt für Statistik Niedersachsen zum 31. Dezember des jeweiligen Jahres.
|  |

### Konfessionsstatistik
Jahresende 2020 waren von den Einwohnern 39,2 % evangelisch und 30,2 % katholisch. 30,6 % waren konfessionslos, gehörten einer anderen Glaubensgemeinschaft an oder machten keine Angabe. Jahresende 2024 waren von den Einwohnern 36,9 % evangelisch und 27,8 % katholisch. Der Rest 35,3 % war konfessionslos, gehörten einer anderen Glaubensgemeinschaft an oder machten keine Angabe. Der Anteil der evangelischen und katholischen Kirchenmitglieder an der Gesamtbevölkerung sinkt jährlich.

## Religionen

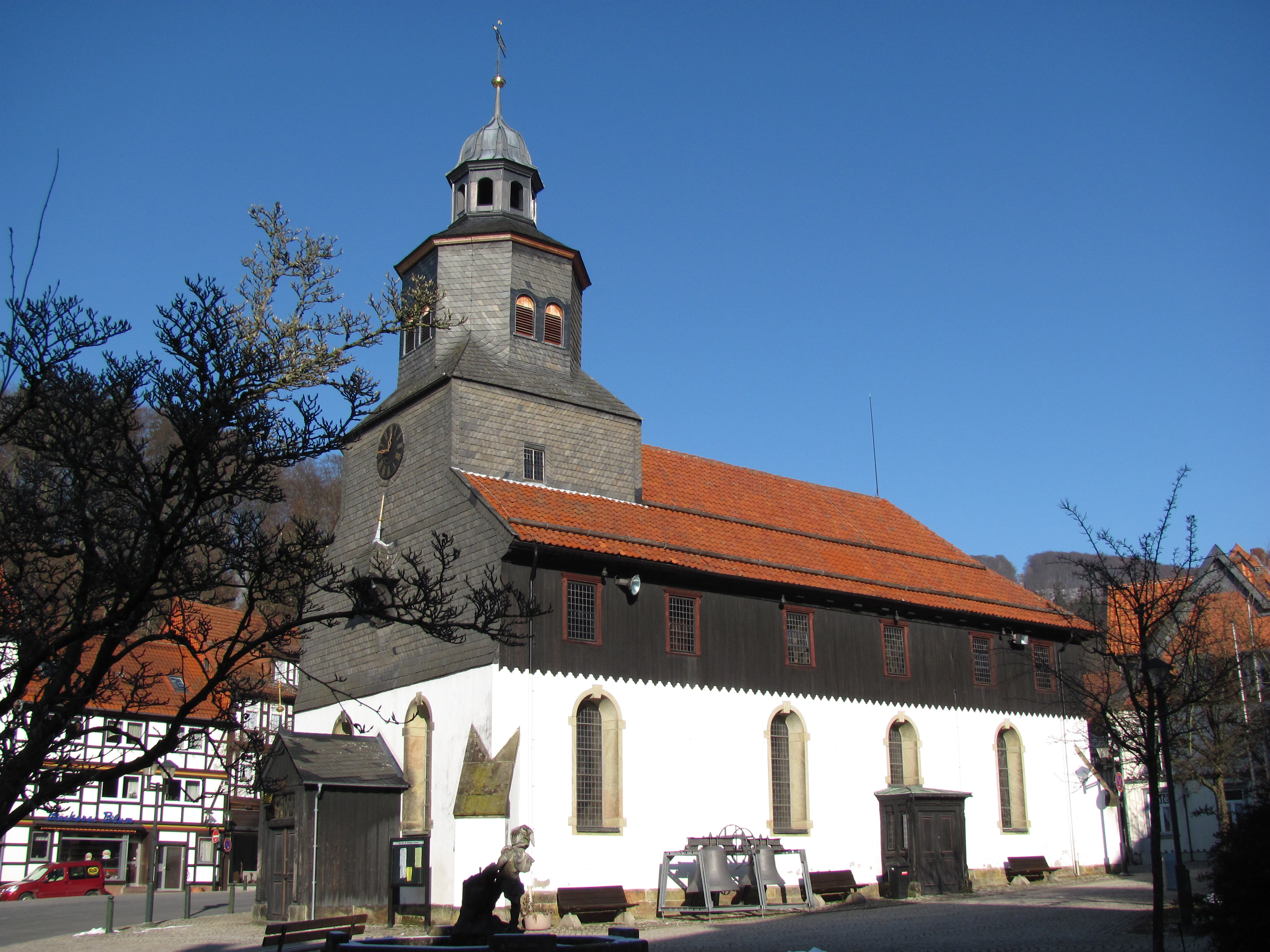
St.-Antonius-Kirche

Die evangelisch-lutherische St.-Antonius-Kirche befindet sich im Zentrum der Bergstadt Bad Grund am Markt, die Kirchengemeinde gehört zum Kirchenkreis Clausthal-Zellerfeld. In der ab den 1950er Jahren errichteten Siedlung Taubenborn wurde am 12. Juni 1960 die Kapelle am Taubenborn (Am Rösteberg) geweiht.

## Politik

### Gemeinderat
Der Rat der Gemeinde Bad Grund (Harz) besteht aus 22 Ratsfrauen und Ratsherren. Dies ist die festgelegte Anzahl für eine Gemeinde mit einer Einwohnerzahl zwischen 8001 und 9000 Einwohnern. Die Ratsmitglieder werden durch eine Kommunalwahl für jeweils fünf Jahre gewählt. Die aktuelle Amtszeit begann am 1. November 2021 und endet am 31. Oktober 2026.
Stimm- und Sitzberechtigt im Gemeinderat ist außerdem der hauptamtliche Bürgermeister.
Die Kommunalwahl am 12. September 2021 ergab das folgende Ergebnis:
| Gemeinderat Bad Grund (2021)Insgesamt 22 Sitze - SPD: 12 - Grüne: 1 - FWG: 4 - CDU: 4 - FDP: 1 |

### Bürgermeister
Hauptamtlicher Bürgermeister der Gemeinde Bad Grund ist seit 2024 Patrick Schmidt (parteilos). Bei der Bürgermeisterwahl am 9. Juni 2024 wurde er mit 63,54 % der Stimmen gewählt. Die Wahlbeteiligung lag bei 62,72 %. Seine Stellvertreter sind Holger Diener (SPD) und Petra Pinnecke (SPD).
Harald Dietzmann, der seit 2001 Bürgermeister der Gemeinde war, zog sich aus gesundheitlichen Gründen zum 1. April 2024 von seinem Posten zurück und ging in den vorzeitigen Ruhestand.

### Ortsräte
Die Ortschaften Bergstadt Bad Grund (Harz), Badenhausen, Eisdorf, Flecken Gittelde und Windhausen werden durch fünf Ortsräte mit insgesamt 31 Ratsmitgliedern vertreten. Seit der Kommunalwahl 2021 verteilen diese sich wie folgt:
| Ortsteile           | SPD | CDU | 0WG | 0∑ |  | Namen der Wählergruppen |
| ------------------- | --- | --- | --- | -- |  | ----------------------- |
| Bergstadt Bad Grund | 4   | 1   | –   | 5  |  | –                       |
| Badenhausen         | 4   | 1   | 2   | 7  |  | PRO Badenhausen         |
| Eisdorf             | 4   | 2   | 1   | 7  |  | PRO Eisdorf             |
| Flecken Gittelde    | 4   | 3   | –   | 7  |  | –                       |
| Windhausen          | 2   | 1   | 2   | 5  |  | PRO Windhausen          |
| ∑                   | 18  | 8   | 5   | 31 |  |                         |

Die Ortschaft Willensen wird durch einen Ortsvorsteher vertreten, der vom Rat der Gemeinde Bad Grund (Harz) bestimmt wird.

### Wappen
Laut Hauptsatzung werden Wappen und Flagge zu einem späteren Zeitpunkt festgelegt. Die Ortschaften Bergstadt Bad Grund (Harz), Flecken Gittelde sowie Badenhausen, Eisdorf und Windhausen sind berechtigt, ihre früheren Wappen und Flaggen zu führen. Zudem führt der Ortsteil Willensen ein Wappen.

Bergstadt Bad Grund
Badenhausen
Eisdorf
Gittelde
Windhausen
Willensen

## Kultur und Sehenswürdigkeiten

### Museen

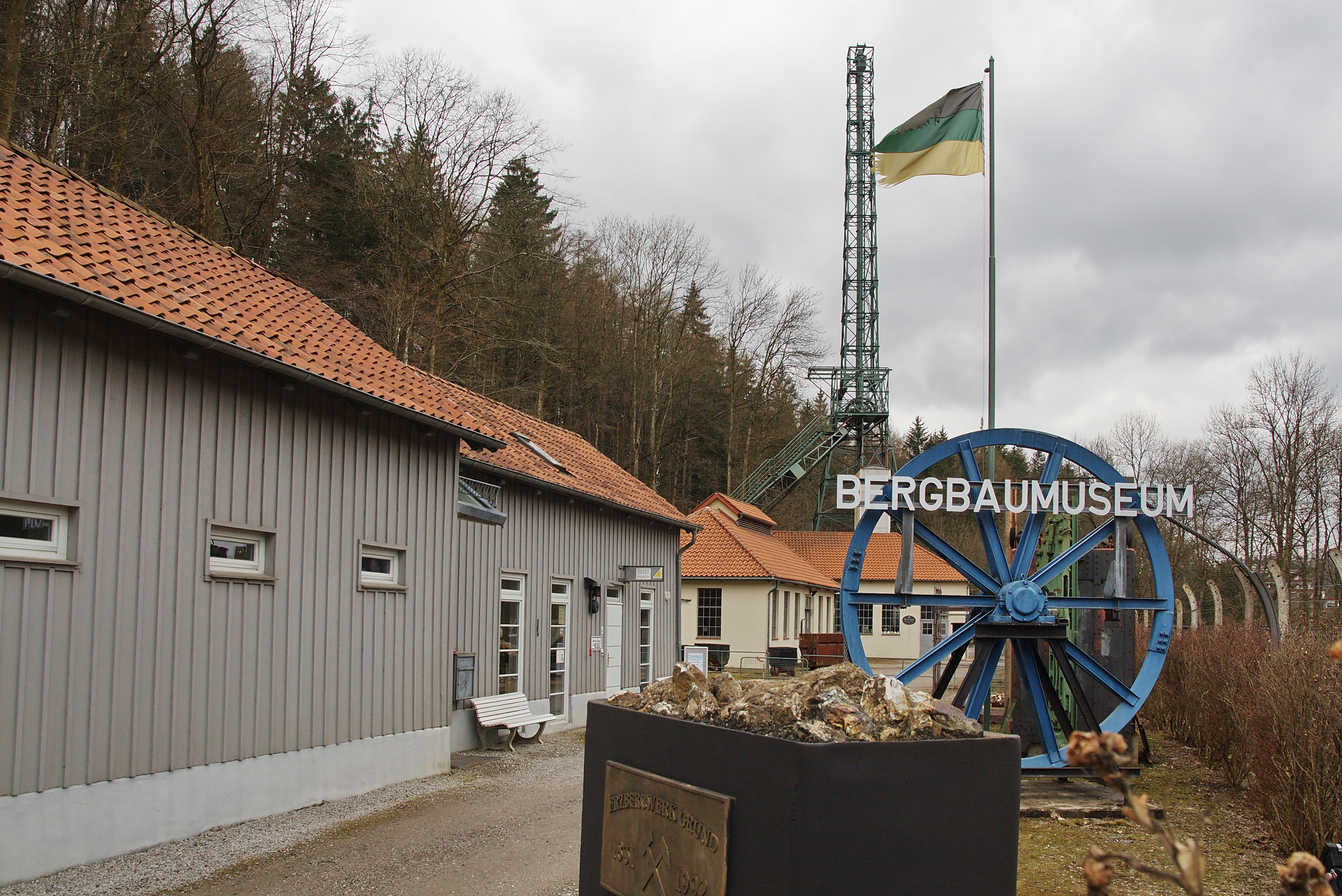
Bergbaumuseum „Schachtanlage Knesebeck“

- Bergbaumuseum „Schachtanlage Knesebeck“[17] (der Knesebeckschacht diente früher u. a. als Fahr- und Materialschacht sowie zuletzt als Wetterschacht und gehörte zum Erzbergwerk Grund)
- HöhlenErlebnisZentrum Iberger Tropfsteinhöhle am Iberg, mit dem übertägigen Museum am Berg, dem untertägigen Museum im Berg und der Schauhöhle Iberger Tropfsteinhöhle
- Uhrenmuseum Bad Grund im ehemaligen Kurhaus mit 1800 Exponaten aus sechs Jahrhunderten

### Musik
- regelmäßige Heimatabende (Harzer Folklore)

### Bauwerke
- Atrium (ehemaliges Kurgastzentrum)
- Hydrokompressorenturm auf dem Gelände des Bergbaumuseums „Schachtanlage Knesebeck“
- Iberger Albertturm auf dem Iberg
- Evangelisch-lutherische St.-Antonius-Kirche

### Naturdenkmäler
- Arboretum Bad Grund
- Hübichenstein
- Iberger Tropfsteinhöhle

### Regelmäßige Veranstaltungen
Im Laufe jeden Jahres gehören die Osterfeuer am Karsamstag und die Walpurgisnacht-Feier am 30. April zu den viel besuchten Veranstaltungshöhepunkten. Das Lichterfest Teich in Flammen in der Siedlung Taubenborn, das seit den 1970er Jahren jeweils am dritten Samstag im August stattfindet, hat sich inzwischen zu einer der größten Veranstaltungen in Bad Grund entwickelt.

## Wirtschaft und Infrastruktur

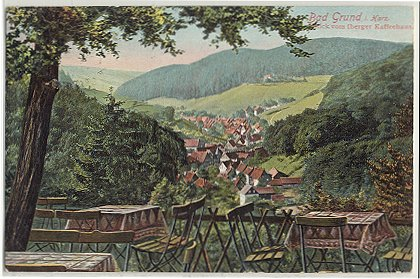
Blick vom Iberger Kaffeehaus (1907)

### Unternehmen
Bad Grund war vor allem durch den Erzbergbau geprägt. 1992 schloss das Erzbergwerk Grund, das letzte buntmetallfördernde Erzbergwerk in der Bundesrepublik, aus dem sechs Millionen Tonnen Erz und 2500 Tonnen Silber gewonnen wurden.

### Verkehr
Über die Landesstraße 524 hat Bad Grund Anschluss an die Bundesstraße 243 nach Osterode am Harz und die Bundesstraße 242 nach Clausthal-Zellerfeld und Seesen und damit die Bundesautobahn 7.
Im Ortsteil Gittelde befindet sich der Bahnhof „Gittelde-Bad Grund“ der Bahnstrecke Seesen–Herzberg.
Bad Grund ist mit Bussen des ÖPNV zu erreichen. Bis 1971 hielten hier auch Züge der Bahnstrecke Gittelde–Bad Grund.

## Persönlichkeiten

### Söhne und Töchter der Gemeinde
- Konrad Julius Hieronymus Tuckermann (1765–1831), Jurist und Bürgermeister von Göttingen
- August Orth (1828–1901), Architekt
- Eduard Orth (1830–1895), Verwaltungsbeamter
- Heinrich Rieke (1843–1922), Politiker (SDAP, SPD) und Gewerkschafter
- Adolf Hartwieg (1849–1914), Jurist, Wirklicher Geheimer Rat und Innenminister des Herzogtums Braunschweig
- Carl Giesecke (1854–1938), Ingenieur und Industrieller
- Karl Stisser (1865–1948), evangelisch-lutherischer Geistlicher und letzter Generalsuperintendent von Hildesheim
- Hermann Stodte (1871–1939), Lehrer und Schulleiter
- Fritz Beulshausen (1885–1957), Politiker (SPD)
- Christoph Hesse (1910–nach 1942), Landrat im Landkreis Welun
- Karl-Hans Lagershausen (1924–1988), Politiker (CDU)
- Walter Bischoff (1928–2016), Bergingenieur und Fachbuchautor
- Irmlind Berg (* 1941), Politikerin (SPD) und ehemalige bayerische Landtagsabgeordnete
- Dierk Sindermann (1945–2021), Journalist
- Manfred Zach (* 1947), Jurist und Schriftsteller
- Jörg Binnewies (* 1950), Generalarzt a. D., als ehem. Generalarzt der Luftwaffe Leitender Fliegerarzt und Leiter des Luft- und Raumfahrtmedizinischen Dienstes der Bundeswehr
- Ulla Beushausen (* 1961), Professorin für Logopädie an der HAWK Hochschule Hildesheim/Holzminden/Göttingen
- Tina Voß (* 1969), Betriebswirtin, Industriekauffrau, Zeitarbeits-Unternehmerin, Schriftstellerin und Honorarkonsulin von Norwegen
- Patrick Vollrath (* 1985), Drehbuchautor und Filmregisseur

### Personen, die mit der Gemeinde in Verbindung stehen
- Dietrich II. von Katlenburg (10??–1085), Graf im Lies- und Rittigau mit dem Erbgut Einbeck, Graf von Katlenburg
- Dietrich III. von Katlenburg (um 1075/80–1106), letzter Graf von Katlenburg, nutzte  die Stauffenburg bei der wichtigen Münzstätte in Gittelde als Herrschaftssitz
- Heinrich II. von Braunschweig-Wolfenbüttel (1489–1568), Herzog zu Braunschweig-Lüneburg, Fürst von Braunschweig-Wolfenbüttel, hatte eine langjährige Affäre mit der Hofdame Eva von Trott, die er heimlich auf der Burg Stauffenburg in Gittelde einquartierte
- Eva von Trott (um 1506–1567), sie war die Mätresse des Herzogs Heinrich II. von Braunschweig-Wolfenbüttel, sie wurde auf der Burg Stauffenburg in Gittelde einquartiert
- Heiso Meyer (vor 1650–1704), Glocken- und Geschützgießer, er fertigte 1677 eine Glocke für die Badenhausener St.-Martin-Kirche
- Friedrich Wilhelm von Reck, Adeliger, Amtmann in Windhausen, Vater von Philipp Georg Friedrich von Reck
- Anton Detlev Jenner (um 1690–1732), Bildhauer und Bildschnitzer des Barock, schuf den hölzernen Taufständer in der Kirche von Gittelde
- Johann Christoph Hüsemann (1702–1774), Orgelbauer des Hoch- und Spätbarock und um die Mitte des 18. Jahrhunderts Hof- und Landorgelbauer in Wolfenbüttel, Neubau eines Positivs in der örtlichen Johanniskirche vor 1750
- Georg Andreas Steltzner (1725–1802), Bergbeamter, besondere Verdienste erwarb er sich beim Bau des Tiefen Georg-Stollens zwischen Clausthal und der Bergstadt Grund
- Johann Christoph Röder (1729–1813), Bergmeister, plante im Jahre 1765 eine Wasserkunst für die Grunder Bergwerke
- Johann August Günther Heinroth (1780–1846), Musikdirektor, Pädagoge, Komponist und Schriftsteller, er nahm in Gittelde eine Stellung als Hauslehrer an
- Johann Georg Stünkel (vor 1799–nach 1817), Hüttenschreiber, Obereisenhütteninspektor und königlich hannöverscher Oberbergrat im Harz, er beschrieb in seinen Werken die Harzer Eisenbergwerke und Eisenhütten, darunter waren die Eisenwerke in Gittelde
- Friedrich Carl Ludwig Koch (1799–1852), Unternehmer, arbeitete auf der Eisenhütte in Gittelde
- Georg Friedrich Witte (1799–1865), Stadtsyndikus und Appellationsgerichtsrat, verstarb in Grund
- Eduard Borchers (1815–1902), Markscheider und Bergrat beim Berg- und Forstamt Clausthal, sein Lebenswerk war der Bau des Ernst-August-Stollens
- Theodor Gerding (1820–nach 1874), Naturwissenschaftler und Lehrer, er veröffentlichte 1857 Analysen vom Hochofen zur Teichhütte bei Gittelde am Harz
- Julius Brautlecht (1837–1883), Apotheker, er entwickelte den ersten brauchbaren Nachweis für den Typhus-Bazillus
- Kurt von Strantz (1861–1908), preußischer Premierleutnant a. D., Bezirksamtmann in Daressalam, Deutsch-Ostafrika sowie Bürgermeister von Bad Grund, Sohn von Friedrich von Strantz
- Hans Süßmann (1862–1939), lutherischer Theologe, er war Pastor in Bad Grund
- Ferdinand Albert Pax (1885–1964), Zoologe, wohnte in Bad Grund
- Alfred Lau (1898–1971), Journalist und Mundartdichter, starb in Bad Grund
- Carl Bauer (1909–1999), Architekt, Bauhaus-Schüler und Bau-Sachverständiger, er arbeitete als örtlicher Vermesser der entworfenen Bergarbeiter-Siedlung Bad Grund
- Eberhard Gock (1937–2016), Ingenieurwissenschaftler und Lehrstuhlinhaber am Institut für Aufbereitung, Deponietechnik und Geomechanik (IFAD) der TU Clausthal, er beschäftigte sich mit der Flotation eines Blei-Zink-Erzes aus Bad Grund
- Heinz-Wolfgang Domröse (* 1946), Physiker und Politiker (SPD), ab dem Jahr 1976 war er Ratsherr der Gemeinde Bad Grund und hier ab 1981 Bürgermeister
- Christian Schwarzenholz (* 1951), Politiker (Bündnis 90/Die Grünen, später PDS und SPD), Abgeordneter der Grünen im Landtag von Niedersachsen, ging in Bad Grund zur Schule
- Ralf Nielbock (* 1954), Geologe und Paläontologe, der seit 1984 die Erforschung und Erschließung der Einhornhöhle in Scharzfeld betreibt
- Horst-Werner Nilges, bekannt als Knöllchen-Horst (* 1953/1954), wurde durch seine privaten Anzeigen von Verkehrsverstößen bekannt, er lebt in Badenhausen
- Heinz Rudolf Kunze (* 1956), Rocksänger, Schriftsteller, Liedermacher und Musicaltexter/-übersetzer, wohnte in Bad Grund